# Thợ săn yêu tinh: Titan trỗi dậy
Thợ săn yêu tinh: Titan trỗi dậy (tên gốc tiếng Anh: Trollhunters: Rise of the Titans) là phim điện ảnh hoạt hình máy tính khoa học kỳ ảo của Mỹ ra mắt năm 2021 do Johane Matte, Francisco Ruiz Velasco và Andrew Schmidt đạo diễn. Vị trí biên kịch của dự án do Marc Guggenheim, Dan Hageman và Kevin Hageman đảm nhiệm, bộ ba này đồng thời cũng là nhà sản xuất của phim. Đây là phim điện ảnh đầu tiên, đồng thời cũng mang tính chất kết thúc nội dung thương hiệu Chuyện xứ Arcadia – bao gồm ba phim truyền hình Thợ săn yêu tinh: Truyền thuyết Arcadia, Bộ ba trời giáng: Câu chuyện ở Arcadia và Pháp sư: Chuyện xứ Arcadia – của Guillermo del Toro. Lấy bối cảnh sau một năm của các sự kiện tại phần Pháp sư: Chuyện xứ Arcadia, các Hộ vệ của Arcadia phải cùng nhau hợp sức lần cuối cùng để chiến đấu chống lại Hội Bí truyền Cổ xưa, những kẻ đang hồi sinh các Titan khởi nguyên để tái sinh lại thế giới.
Phim được ra mắt trên nền tảng trực tuyến Netflix vào ngày 21 tháng 7 năm 2021 và nhận được nhiều đánh giá tích cực từ các nhà phê bình nhưng kèm với đó là những ý kiến trái chiều từ các khán giả. Với lời khen dành cho phần hoạt hình, cốt truyện và những chuyển biến cảm xúc nặng của nhân vật và đối nghịch với nó là những phản ứng chê bai từ cách kết thúc phim, đặc biệt là từ những người hâm mộ của loạt phim.

## Nội dung
Bộ phim mở đầu với hình ảnh, cả bọn đang cùng nhau bảo vệ Nari trước sự truy bắt gắt gao từ hai chị em của Hội Bí truyền Cổ xưa - Bellroc và Skrael. Cả bọn đã thất bại và Nari bị bắt giữ. Đồng thời, Aja, Luug cùng Eli cũng đã trở về từ Hành tinh Akiridion-5 để hỗ trợ. Krel đã dùng kiến thức thông thái của mình, kết hợp Khoa học của người Akiridion và Sơ đồ thiết kế chiếc bùa Thợ săn yêu tinh của Merlin để làm lại một chiếc bùa mới. Tuy nhiên, chiếc bùa đã không hoạt động và Nari hoàn toàn bị chiếm giữ. Trước khi bị bắt, Nari đã đưa ra lời tiên tri cũng như là gợi ý giúp đỡ rằng "Thợ săn yêu tinh tạo ra Hình trạng thứ Chín. Kronsisfere sẽ sửa chữa tất cả."
Sau lời căn dặn của Nari, cả đám cùng nhau chia ra thành bốn phân đội để thực hiện bốn nhiệm vụ giải cứu thế giới. Krel, Stuart, Steve và Eli tạo thành phân nhóm đầu tiên có nhiệm vụ đi tìm thanh kiếm Excalibur huyền thoại, lấy mảnh tinh thể phép thuật của Merlin từ cây kiếm để khôi phục lại chiếc bùa hộ mệnh của Thợ săn yêu tinh. Tiếp theo là phân nhóm hai bao gồm Claire, Blinky và Archie cùng Charlemagne đến Chợ yêu tinh của loài Yêu tinh rồng tại Hồng Kông để tìm kiếm Kronsisfere đang nằm trong tay của Zong Chi - thủ lĩnh của Yêu tinh rồng. Phân nhóm ba do Jim lãnh đạo có Toby, Nữ hoàng Aja, Barbara và thầy Strickler đến vùng Greenland lạnh lẽo để ngăn căn bước tiến của Titan băng giá - người hầu của Skrael. Và cuối cùng là phân nhóm bốn với Douxie, AAARRRGGHH!! và Nomura đến vùng Brazil hoang dã để ngăn chặn Titan rừng rậm - người hầu của Nari và nhiệm vụ không thành công, Nomura bị giết chết. Sau khi nhiệm vụ ngăn chặn Titan tại Greenland cũng thất bại, thầy Strickler hy sinh, Aja cùng với Jim và Toby dùng phi thuyền bay đến Hồng Kông để hỗ trợ nhóm của Claire đang bị mất liên lạc. Tại đây, cả bọn chạm trám với Titan núi lửa - người hầu của Bellroc. Aja đã nhờ sự trợ giúp từ một vũ khí bí mật của mình, đó là Gun Robot, một thiết kế của Eli do Varvatos điều khiển để chống lại Titan núi lửa. Tuy cũng thất bại nhưng Varvatos vẫn kịp thoát chết. Song song với đó, Zong Chi chết, nhóm Claire thành công lấy được Kronsisfere nhưng Archie và Charlemagne quyết định ở lại ngăn chặn lũ yêu tinh rồng để Claire và Blinky thoát ra thành công.
Tiếp theo đó, Douxie, Jim và Clair họp lại và cùng nhau đến vùng Chihuahua, Mexico, giải cứu Nari để tìm hiểu về cách để ngăn chặn ba Titan hội tụ thành công. Nari thoát khỏi sự kiểm soát thành công và được Claire dịch chuyển đến Arcadia để đối đầu trực tiếp với Skrael. Trận chiến giữa rừng rậm và băng giá kết thúc, cả hai Titan cũng như Nari và Skrael đều bị tiêu diệt. Tuy hai trong ba đã bị tiêu diệt nhưng vẫn còn lại Titan núi lửa và Bellroc. Nhóm Krel lấy được thành công thanh kiếm Excalibur và tất cả mọi người tập trung lại để ngăn chặn Bellroc và Titan của ả chạm đến Heartstone Khởi nguyên nằm dưới vùng Trung tâm của Vũ trụ - Arcadia. Jim thất bại trong việc rút thanh Excalibur khỏi tảng đá, Eli cùng Steve rời khỏi chiến trường do Steve đang mang thai con của anh và Aja.
Tuy nhiên, Jim đã tìm ra được Hình trạng thứ Chín, đó chính là nhóm chín người gồm Jim, Claire, Toby, Blinky, AAARRRGGHH!!, Aja, Krel, Varvatos và Douxie. Chín người cùng nhau tách thành công viên đá của thanh Excalibur sau khi rút nó ra khỏi tảng đá và tiếp tục công cuộc ngăn chặn Bellroc và Titan núi lửa, giải cứu nhân loại. Stuart được ra lệnh nhanh chóng dùng viên đá khôi phục chiếc bùa của Thợ săn yêu tinh trong khi nhóm chín người chiến đấu kịch liệt với Bellroc trên con Titan núi lửa. Tám người nhanh chóng bị Bellroc đánh bật ra khỏi trận chiến chỉ còn lại Jim đơn thương độc mã đối đầu một-một với Bellroc. Đồng thời, Stuart cũng đã thành công hồi phục chiếc bùa. Jim nhanh chóng lấy lại được lợi thế với một bộ giáp Thợ săn yêu tinh mới kết hợp giữa Phép thuật Merlin và Khoa học Arkiridion. Bên dưới mặt đất, Toby cũng dũng cảm lao thân mình vào trận chiến bằng chiếc máy năng lượng để vô hiệu hóa phép lực của Bellroc.
Jim đã thành công phá hủy kế hoạch tái sinh thế giới của Hội Bí truyền Cổ xưa, Steve cũng đã sinh thành công chín đứa con cho Aja (bao gồm Maja, Baja, Taja, Faja, Daja, Waja và Elison) nhưng Toby đã hy sinh. Và như lời tiên tri của Nari, Jim đã dùng Kronsisfere để quay ngược thời gian, sửa lại tất cả cũng được xem như là hồi sinh lại những người bạn đã hy sinh anh dũng. Bộ phim kết thúc với hình ảnh Jim thành công dùng Kronsisfere, dòng thời gian đã trở lại vào buổi sáng đầu tiên trước khi Jim tìm được chiếc bùa hộ mệnh.

## Diễn viên
- Emile Hirsch vai Jim Lake Jr.
- Lexi Medrano vai Claire Nuñez
- Charlie Saxton vai Toby Domzalski
- Kelsey Grammer vai Blinky Galadrigal
- Fred Tatasciore vai AAARRRGGHH!!!
- Colin O'Donoghue vai Douxie Casperan
- Diego Luna vai Krel Tarron
- Tatiana Maslany vai Aja Terron
- Steven Yeun vai Steve Palchuk
- Cole Sand vai Eli Pepperjack
- Alfred Molina vai Archie
- Nick Frost vai Stuart
- Jonathan Hyde vai Walter Strickler
- Amy Landecker vai Barbara Lake
- Lauren Tom vai Nomura
- Nick Offerman vai Varvatos Vex
- Piotr Michael vai Bellroc (giọng nam) và Skrael
- Kay Bess vai Bellroc (giọng nữ)
- Angel Lin vai Nari
- Cheryl Hines vai Lucy Blank
- Tom Kenny vai Ricky Blank
- Tom Wilson vai Thầy Lawrence
- Bebe Wood vai Shannon Longhannon
- Brian Blessed vai Charlemagne
- James Hong vai Zong-Shi
- Laraine Newman vai Cô Janeth

## Sản xuất

### Phát triển
Các nhà sản xuất muốn phần kết cho thương hiệu Chuyện xứ Arcadia của Netflix/DreamWorks Animation sẽ là một tác phẩm bắt chéo giống như tác phẩm Biệt đội siêu anh hùng (2012) của Vũ trụ Điện ảnh Marvel. Đội ngũ sản xuất đã tranh luận về việc nên kết thúc thương hiệu bằng các tập phim của Pháp sư: Chuyện xứ Arcadia hay sẽ thực hiện một phim điện ảnh riêng, và cuối cùng lựa chọn phim điện ảnh đã được chốt do định dạng điện ảnh cho phép họ "kể câu chuyện theo phạm vi mà [họ] muốn và câu chuyện phải khủng như cách [mà họ] muốn nó trở thành". Nhận thức được rằng khán giả xem bộ phim có thể sẽ không quen thuộc với toàn bộ nội dung của thương hiệu nên một đoạn tóm tắt ngắn đã được thực hiện ở đoạn mở đầu của bộ phim. Thợ săn yêu tinh: Titan trỗi dậy cũng chịu ảnh hưởng từ loạt phim Avengers của Marvel Studios, trong đó các nhà làm phim đã đưa ra cách tiếp cận tương tự để khán giả không quen thuộc với thương hiệu vẫn có thể thưởng thức nội dung câu chuyện. Theo Marc Guggenheim, quá trình sản xuất tiền kỳ của bộ phim bắt đầu từ khi hãng vẫn còn đang thực hiện Pháp sư: Chuyện xứ Arcadia, điều này tạo cho các nhà sản xuất thêm thời gian để xác định cách kết thúc câu chuyện của thương hiệu. Các nhà biên kịch đã đưa vào một số chi tiết tham chiếu tới tác phẩm Siêu đại chiến của giám đốc sản xuất Guillermo del Toro, tuy nhiên họ vẫn rất cẩn thận để không biến Thợ săn yêu tinh: Titan trỗi dậy thành một rổ trứng Phục sinh của Siêu đại chiến.

### Âm nhạc
Jeff Danna, nhà soạn nhạc của hai phần phim trước là Bộ ba trời giáng và Pháp sư cùng với Scott Kirkland sẽ đảm nhiệm vai trò soạn nhạc cho phim. Cả hai đã sáng tác các bản nhạc nền mới dành riêng cho phần điện ảnh đồng thời cũng sẽ bao gồm những ca khúc nhạc nền từ các loạt phim Chuyện xứ Arcadia trước.

## Phát hành
Vào ngày 7 tháng 8, 2020, phim được xác nhận sẽ ra mắt vào năm 2021. Ngày 27 tháng 4, 2021, ngày ra mắt phim được tiết lộ sẽ ấn định vào ngày 21 tháng 7, 2021. Dự án được đánh dấu là bộ phim DreamWorks Animation đầu tiên được phát hành trực tiếp trên dịch vụ phát trực tuyến. Phim chính thức được ra mắt trực tuyến trên nền tảng trực tuyến Netflix vào ngày 21 tháng 7, 2021.

## Đón nhận
Tờ Den of Geek đã nhận xét Thợ săn yêu tinh: Titan trỗi dậy rằng "Mặc dù có nhiều tình tiết cần giải quyết nhưng phần phim Netflix cuối cùng trong Chuyện xứ Arcadia của Guillermo del Toro đã hợp lý hóa nó thay vì cố gắng biện minh cho cái kết của phim."
Phim đã nhận được 100% điểm Cà chua tươi từ các nhà phê bình và 55% điểm Cà chua từ các khán giả với sự đón nhận trái chiều về cái kết của phim trên Rotten Tomatoes.

## Tương lai
Biên kịch Marc Guggenheim nói về phần phim Thợ săn yêu tinh: Titan trỗi dậy rằng phần phim này mang ý nghĩa "kết thúc bộ ba phim và nó thực sự là phần cuối cùng trong câu chuyện". Nó đồng thời "cũng sẽ mở ra những cánh cửa cho loạt khả năng kể chuyện mới", và nó thì "được thiết kế trở thành một cái chúc thích và [anh ta nghi ngờ] nó sẽ giữ nguyên theo cách đó ít nhất một chút."